# Siegfried Beyschlag
Siegfried Alfred Julius Wilhelm Beyschlag (* 2. Oktober 1905 in Fürth; † 26. Juli 1996 in Erlangen) war ein deutscher germanistischer und skandinavistischer Mediävist und Linguist. Er war ordentlicher Professor für Germanische und Deutsche Philologie und Skandinavistik an der Universität Erlangen.

## Leben
Siegfried Beyschlag, Sohn von Roswitha Beyschlag, geborene Weiskopf, und Alfred Beyschlag, machte 1925 Abitur am Wilhelmsgymnasium München. Anschließend studierte er an der LMU München Jura und Philosophie und wurde dort 1931 zum Dr. phil. promoviert.
1933 war er Studienassistent in München. Er trat zum 1. Mai 1933 der NSDAP bei (Mitgliedsnummer 1.924.350). 1934 wurde er Mitarbeiter am Deutschen Wörterbuch der Preußischen Akademie der Wissenschaften. Im Jahr 1940 habilitierte er sich in Berlin und erhielt einen Lehrauftrag für Deutsche Volksdichtung an der Universität Innsbruck. 1942 wurde er Studienrat an der Oberschule in Forchheim und Universitätsdozent in Erlangen. Im selben Jahr wurde er als Lektor für Deutsche Sprache und Literatur an das Deutsche Wissenschaftliche Institut der Universität Kopenhagen in das besetzte Dänemark beordert, wo er bis 1949 tätig war.
Im Jahr 1950 wurde Beyschlag außerplanmäßiger Professor für Germanistische und deutsche Philologie und Skandinavistik an der Universität Erlangen und 1957 dort ordentlicher Professor für Germanistische, Deutsche und Skandinavische Philologie. In Erlangen leitete er das Projekt Ostfränkisches Wörterbuch. Zudem war er Mitglied der Kommission für Mundartforschung der Bayerischen Akademie der Wissenschaften. Er befasste sich insbesondere mit der Pflege mittelalterlicher Musik, mit Forsachungen zur altdeutschen, nordischen und skandinavischen Literatur sowie zur deutschen Volksdichtung. 1961/1962 amtierte er als Dekan der Philosophischen Fakultät. Seine Emeritierung erfolgte 1971. Für seine Verdienste um die bayerische Mundartforschung erhielt er von der Bayerischen Akademie der Wissenschaften die Johann-Andreas-Schmeller-Medaille.
Siegfried Beyschlag war evangelisch und seit 1959 mit Erna Beyschlag, geborene Schmitz, verheiratet.

## Veröffentlichungen (Auswahl)
Monographien
- Zeilen- und Hakenstil. Seine künstlerische Verwendung in der Nibelungenstrophe und im Hildebrandston. In: Beiträge zur Geschichte der deutschen Sprache und Literatur. Band 56, 1932, S. 225–313. Zugleich philosophische Dissertation München 1931.
- Die Wiener Genesis: Idee, Stoff und Form (= Sitzungsberichte der Österreichischen Akademie der Wissenschaften, Philosophisch-Historische Klasse. Band 220, 3), Wien 1942. Zugleich Habilitationsschrift Berlin 1940.
- Metrik der mittelhochdeutschen Blütezeit in Grundzügen. Kopenhagen 1944. (1. Auflage in Deutschland: Nürnberg 1950; 6., neu bearbeitete Auflage 1969 als Altdeutsche Verskunst in Grundzügen).
- Konungasögur: Untersuchungen zur Königssaga bis Snorri. Die älteren Übersichtswerke samt Ynglingasaga (= Bibliotheca Arnamagnaeana. Band 8). Kopenhagen 1950.
- Altdeutsche Verskunst in Grundzügen. 1969.

Herausgaben
- Erlanger Beiträge zur Sprach- und Kunstwissenschaft. 1958–1978.
- Walther von der Vogelweide (= Wege der Forschung. Band 112), WBG, Darmstadt 1971.
- Die Lieder Neidharts – Der Textbestand der Pergament-Handschriften und die Melodien. Text und Übertragung, Einführung und Worterklärungen, Konkordanz. Edition der Melodien von Horst Brunner. WBG, Darmstadt 1975. Neuausgabe: Die Lieder Neidharts: Texte, Melodien, Übertragungen. In Auswahl herausgegeben von S. Beyschlag mit Melodieübertragungen von H. Brunner. Kümmerle Verlag, Göppingen 1989 (= Göppinger Arbeiten zur Germanistik. Band 468), ISBN 3-87452-703-4.
- mit Horst Brunner: Herr Neidhart diesen Reihen sang: die Texte und Melodien der Neidhartlieder mit Übersetzungen und Kommentaren Neidhart (= Göppinger Arbeiten zur Germanistik. Band 468). Göppingen 1989.
- Möglichkeiten mundlicher Überlieferung in der Königssaga. I. In: Arkiv för Nordisk Filologi. Band 68, 1953, S. 109–140.